# Red Rat
Red Rat (eigentlich Wallace Wilson; * 17. Januar 1978 in Saint Ann’s Bay, Saint Ann Parish, Jamaika) ist ein jamaikanischer Ragga- und Dancehallsänger. Er ist bekannt für seine oft humorvollen Texte und einen spaßigen Stil.

## Leben
Wallace Wilson stammt aus einer musikalischen Familie, sein Vater hatte in der Band Byron Lee & the Dragonnaires Gitarre gespielt, ein Bruder war Bassist für Diana King, ein anderer war Schlagzeuger der Band KRU. Wilson ging noch zur High School, als er 1995 das erste Mal an Aufnahmen für einen Song mitwirkte und als Gastdeejay mit KRU Can't Live Without You sang. Bei den Aufnahmen lernte er den Produzenten Danny Browne von Main Street Records kennen, der ihm half, sein Talent weiter aufzubauen und Erfahrung an der Seite bekannterer Main-Street-Künstler wie Degree, Buccaneer und Papa San zu sammeln. Noch zu Schulzeiten nahm Wilson Itsy Bitsy auf, seine erste eigene Single. Sein Vater bestand jedoch darauf, dass er sich zunächst auf die Schule konzentrieren solle, Wilson schloss also zuerst die Schule ab, bevor er sich intensiver der Karriere im Musikgeschäft widmete. 
Im Jahr 1997 war es soweit und er brachte unter dem Künstlernamen Red Rat sein Debütalbum heraus. Oh No....It's Red Rat! wurde mit Hits wie Tight Up Skirt, Cruise und Big Man Little Yute schnell zu einem der bestverkauften Greensleeves-Alben. Die in der Folge des ersten Albums erlangte Bekanntheit führte zu Liveauftritten in der ganzen Karibik und weltweit. 
Sein zweites Album I'm a Big Kid Now folgte im Jahr 2000 und wurde wieder ein Erfolg. Red Rat wirkte danach an gemeinsamen Produktionen mit internationalen Künstlern wie Treach von Naughty by Nature oder Groove Armada mit. In der folgenden Zeit entschied er sich trotzdem dafür, eine Pause mit eigenen Aufnahmen einzulegen, anstatt dessen andere Musiker zu produzieren und mehr Zeit für seine Familie zu haben.

## Diskographie
- Oh No....It's Red Rat! (1997, Greensleeves)
- I'm a Big Kid Now (2000, Greensleeves)
- Monsters of Dancehall (2008, Greensleeves)